# John Dengate

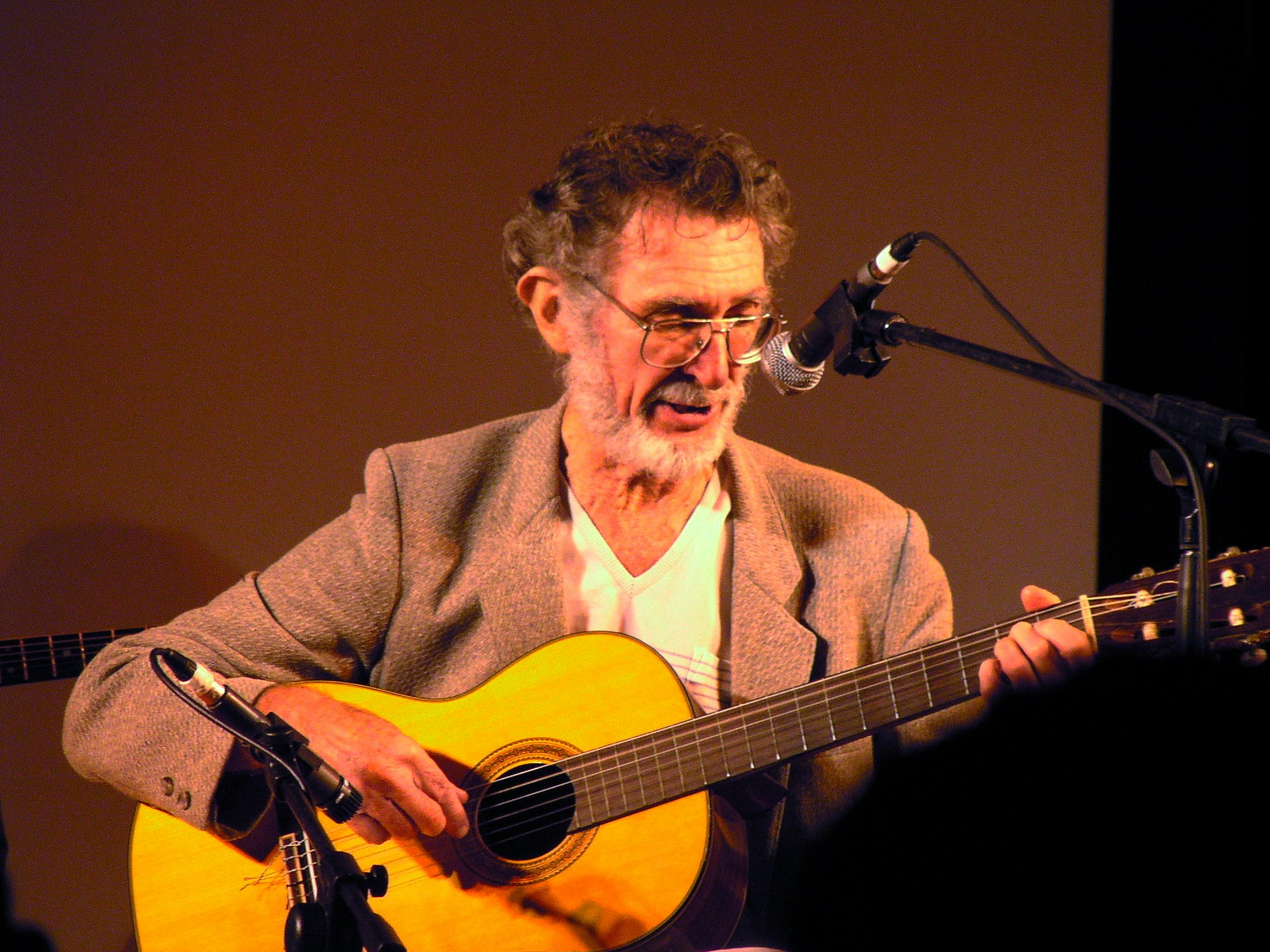

John Dengate (1 de octubre de 1938 - 1 de agosto de 2013) fue un cantante de folk y compositor australiano. Sus canciones, en su mayoría, aunque no exclusivamente humorísticas y satíricas han sido grabadas por artistas como Declan Affley, John Warner y Margaret Walters. Además, apareció en una serie de colecciones de grabados y ha producido un CD, Australian Son. Él hizo numerosas apariciones en conciertos populares y festivales como el Festival Folklórico Nacional.